# براد ريتشاردز
براد ريتشاردز (بالإنجليزية: Brad Richards)‏  (و. 1980 –  م) هو لاعب هوكي الجليد، من كندا، شارك في ألعاب أولمبية شتوية 2006.

## جوائز
حصل على جوائز منها:
- كأس ستانلي.

## روابط خارجية
- براد ريتشاردز على موقع دوري الهوكي الوطني (الإنجليزية)
- براد ريتشاردز على موقع EliteProspects.com (الإنجليزية)
- براد ريتشاردز على موقع HockeyDB.com (الإنجليزية)
- براد ريتشاردز على موقع Hockey-Reference.com (الإنجليزية)
- براد ريتشاردز على موقع أوليمبيديا (الإنجليزية)